# Parc du Häme
Le Parc du Häme (en finnois : Hämeenpuisto) est une esplanade  du quartier de Finlayson à Tampere en Finlande,.

## Présentation
Hämeenpuisto est un parc en esplanade de plus d'un kilomètre de long, menant du parc Näsinpuisto au parc Eteläpuisto. 
Le parc est conçu par Carl Ludvig Engel en 1830. 
Se premiers arbres sont plantés de la fin des années 1870 jusqu'en 1909.
À l'origine on le nomme Esplanadi, puis en 1936 Hämeenpuisto.
La rue Hämeenpuisto est un boulevard, forme de deux voies à sens unique de chaque côté du parc.
Les rues Hämeenkatu et Kauppakatu se terminent à l'ouest dans le parc Hämeenpuisto. 
Le autres rues incidentes sont Puuvillatehtaankatu, Satakunnankatu, Puutarhakatu, Hallituskatu, Satamakatu, Tiiliruukinkatu et Pyhäjärvenkatu. 
Le long du parc se trouvent entre autres la bibliothèque Metso, l'église Alexandre, le théâtre des travailleurs, la maison des travailleurs, la maison de la compagnie maritime, la maison du parc de l'Est, le musée Lénine et le Pikkupalatsi.

## Galerie

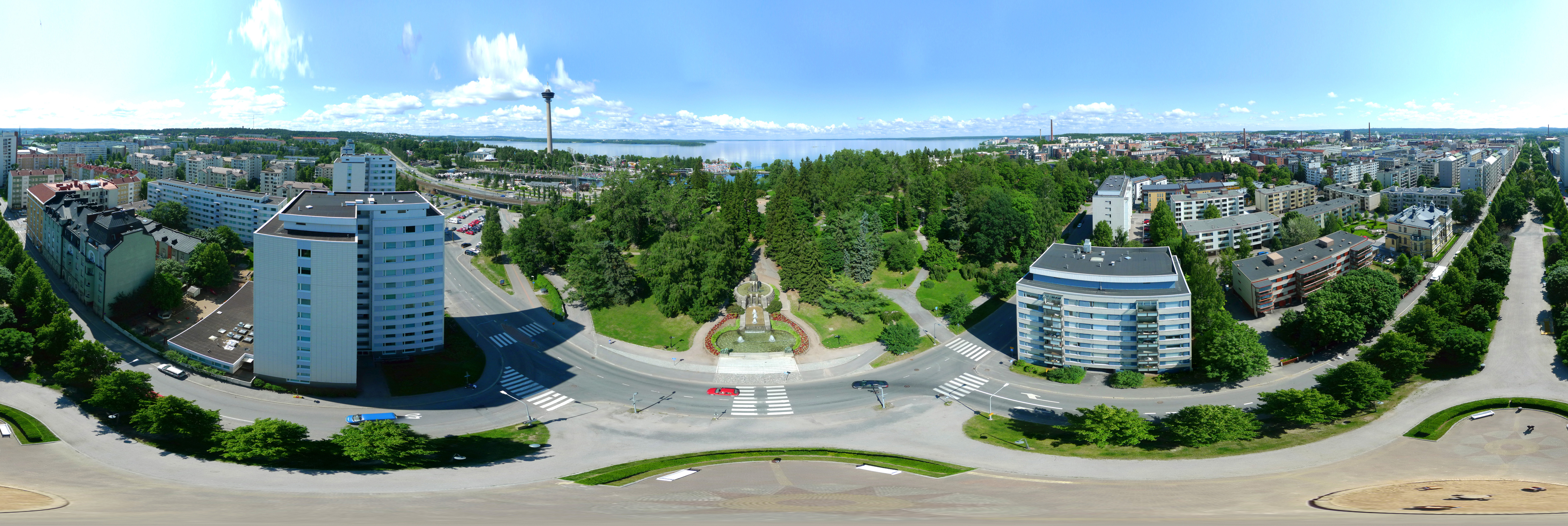
Vue panoramique du parc Hämeenpuisto